# Jeremiah Smith
Jeremiah Smith (Peterborough, 29 de novembro de 1759 – Dover, 21 de setembro de 1842) foi um representante dos Estados Unidos por Nova Hampshire, Procurador dos Estados Unidos por Nova Hampshire, juiz de circuito dos Estados Unidos do Tribunal de Circuito dos Estados Unidos para o Primeiro Circuito, o sexto governador de Nova Hampshire e chefe de justiça do Tribunal Superior de Justiça de Nova Hampshire e do Tribunal Judicial Superior de Nova Hampshire. Ele foi membro do Partido Federalista.